# Moa do Katendê
Romualdo Rosário da Costa OMC (Salvador, 29 de outubro de 1954 — Salvador, 8 de outubro de 2018), conhecido como Mestre Môa do Katendê, foi um compositor, percussionista, artesão, educador e mestre de capoeira brasileiro.
Considerado um dos maiores mestres de capoeira de Angola da Bahia, começou a praticar capoeira aos oito anos de idade, no terreiro de sua tia, o Ilê Axé Omin Bain.
Foi campeão do Festival da Canção do bloco Ilê Aiyê em 1977. Promoveu o afoxé, fundando em 1978 o Badauê, e em 1995 o Amigos de Katendê. Defendia um processo de “reafricanização” da juventude baiana e do carnaval, seguindo as propostas de Antonio Risério.
Foi assassinado com doze facadas pelas costas após o primeiro turno das eleições gerais de 2018. Segundo testemunhas e a investigação policial, o ataque foi motivado por discussões políticas, após Romualdo declarar ter votado em Fernando Haddad. O agressor, apoiador do candidato adversário Jair Bolsonaro, teria discutido com o capoeirista e deixado a cena, voltando logo em seguida com o facão com o qual teria desfilado ao menos 12 facadas na vítima. Romualdo não resistiu e morreu no local. Seu primo, Germino Pereira, foi esfaqueado profundamente no braço ao tentar defender o capoeirista.
A morte do compositor suscitou homenagens por artistas próximos como Caetano Veloso e Gilberto Gil e também de artistas internacionais, como Roger Waters. Grupos de capoeira e movimentos ligados à cultura africana também fizeram homenagens em Salvador, Recife e São Paulo. O grupo BaianaSystem prestou uma homenagem na faixa "Navio" do álbum "O Futuro Não Demora".
Foi enterrado no Cemitério Quinta dos Lázaros, em Salvador, no dia 8 de outubro de 2022. No dia 13 de outubro, familiares e amigos celebraram a missa do sétimo dia na Igreja de Nossa Senhora do Rosários dos Pretos.

## Legado
O Mestre se preparava para construir um espaço próprio na comunidade Dique Pequeno, em Salvador. Segundo pessoas próximas, a construção seria um sonho do capoeirista. A família está a construir o Instituto Mestre Môa do Katendê dentro da comunidade. A construção não conta com verba do governo, e é financiada principalmente pelos mestres de capoeira amigos de Môa.
O colégio estadual Victor Civita foi renomeado para Môa do Katendê. A petição foi feita pela comunidade escolar, os moradores do Engenho Velho de Brotas e o movimento negro ao governo estadual da Bahia. Seu rosto passou a estampar diversos grafites pelos muros de Salvador.
Após seu falecimento, foi produzido o documentário "Quem vai quebrar a máquina do mal?", sob direção de Carlos Pronzato. A película conta a história de Romualdo e traz entrevistas de pessoas próximas e testemunhas do crime que o vitimou. Outro documentário produzido é "Môa, Raiz Afro Mãe", da Kana Filmes, com direção de Gustavo McNair. O filme começou a ser produzido antes da morte do capoeirista, e tem previsão de lançamento em outubro de 2022. Além do filme, o projeto conta com o álbum "Raiz Afro Mãe", com músicas autorais de Môa, produzido pela Mandril Audio, com produção musical de Rodrigo Ramos, a ser lançado no mesmo ano. Foi citado no Samba-enredo da Estação Primeira de Mangueira no carnaval de 2023, sobre os blocos afro, em um trecho que diz "Não foi em vão a luta de Katendê".